# Elvira: The Arcade Game
Elvira: The Arcade Game es un videojuego de plataformas de desplazamiento lateral lanzado en 1991 por Flair Software para Amiga, Atari ST, Commodore 64 y MS-DOS. El juego se inspiraba en la película elvira: Mistress of the Dark, estrenada en 1988, siendo Elvira uno de los personajes del juego.

## Trama
El juego representa dos mundos: el Inframundo de Fuego y la Tierra Ártica, que deben desbloquearse para poder llegar al tercero, el Castillo de Transilvania . Según el fantasma de la introducción del juego, por derecho el castillo pertenece a Elvira. En su búsqueda, los jugadores pueden usar hechizos y armas, así como recolectar piedras rúnicas, alimentos para reponer su salud y cofres del tesoro. Si encuentran dificultades para completar un segmento de su misión, el jugador puede comprar información a un comerciante, que se encuentra dentro de cada nivel, usando piedras rúnicas como moneda.

## Desarrollo
Elvira: The Arcade Game fue programado por Flair Software en conjunto con Horrorsoft, el desarrollador de Elvira: Mistress of the Dark y Elvira II: The Jaws of Cerberus. Elvira: The Arcade Game fue licenciado para su publicación por Queen B Productions, los propietarios de la franquicia Elvira. Se lanzó en cuatro idiomas: inglés, francés, alemán e italiano.